# Ola coreana

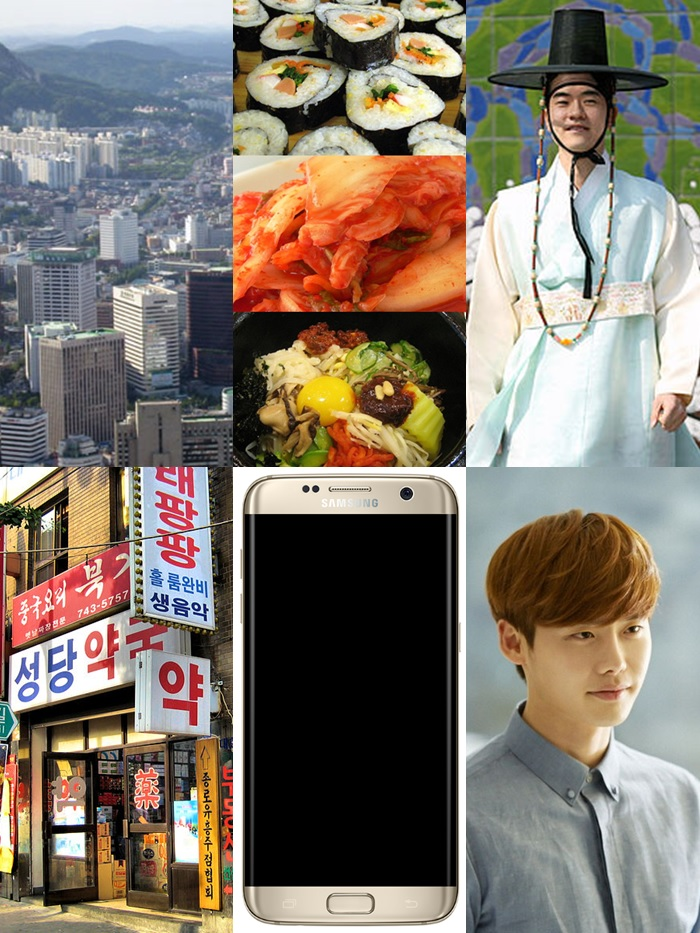
De izquierda a derecha: Panorámica de Seúl, tres platos de la gastronomía coreana (Kimbap, Kimchi y Bibimbap), un hombre con la vestimenta tradicional Hanbok y Gat, anuncios escritos con el alfabeto coreano hangul, un teléfono móvil Samsung Galaxy S7 y el actor Lee Jong Suk.

Ola coreana (en hangul, 한류; en hanja, 韓流; romanización revisada, Hallyu; McCune-Reischauer, Hallyu) es un neologismo que hace referencia al aumento de la popularidad a nivel global de la cultura contemporánea de Corea del Sur desde mediados de la década de 1990, impulsada por las exportaciones de música y series de televisión de producciones originales en idioma coreano, inicialmente a países del Este y Sudeste Asiático, pero posteriormente propagándose a otros continentes en diversos medios, formando parte de la globalización.
Los Juegos Olímpicos de Seúl 1988 tuvieron un papel fundamental como instancia para mostrar por primera vez la cultura local, que tomó fuerza a lo largo de la década de 1990 y se exhibió con dominio en la Copa Mundial de Fútbol de 2002, evolucionando la marca país, desde que emergió el K-pop junto a las producciones televisivas, al añadirse exportaciones tecnológicas de marcas locales, el turismo y contenidos culturales, que convirtieron al país desde quedar devastado tras la guerra de Corea a una importante potencia cultural en todo el mundo.

## Denominación
También es llamada Hallyu wave o Korean wave, en inglés, pero el término se originó en China a mediados de 1999 por periodistas de Pekín asombrados por la popularidad cada vez más creciente de las celebridades surcoreanas y las producciones televisivas en ese país. El término Hallyu proviene de juntar los caracteres Han (韓) que significa Corea, además de Liu o Ryu (流) que significa flujo u ola.
Este término se aplica a veces de manera diferente fuera de Corea del Sur; en ocasiones, en el extranjero el concepto Hallyu se utiliza para describir a los conceptos de entretenimiento coreano en general, pero en Corea, un drama hallyu y un drama coreano o algún actor coreano o un actor hallyu, poseen un significado ligeramente opuesto, ya que según el investigador Kim Jung Mee, el término Hallyu se utiliza para hacer referencia únicamente a los dramas que han ganado popularidad en el extranjero o actores muy guapos que son reconocidos internacionalmente.

## Historia

### Antecedentes
Una mención temprana de la cultura coreana como una forma de poder blando se puede encontrar en los escritos de Kim Koo, líder del movimiento de independencia de Corea y presidente del Gobierno Provisional de la República de Corea, cerca del final de su autobiografía, escribe:

Quiero que nuestra nación sea la más bella del mundo. Por esto no me refiero a la nación más poderosa. Porque he sentido el dolor de ser invadido por otra nación, no quiero que mi nación invada a otros. Es suficiente con nuestra riqueza que nos hace la vida abundante; es suficiente que nuestra fuerza sea capaz de prevenir las invasiones extranjeras. Lo único que deseo en cantidad infinita es el poder de una cultura noble. Esto es debido a que el poder de la cultura tanto nos hace feliz y le da felicidad a los demás...
 Kim Koo, Extracto de Baekbeomilji, 1 de marzo de 1948

### Fundamentos
Después de la guerra de Corea (1950-1953) y el Acuerdo de Armisticio de Corea, firmado en 1953, Corea del Sur experimentó un período de rápido crecimiento económico conocido localmente como el milagro económico del río Han.
Mientras en la industria cinematográfica, las cuotas de pantalla se introdujeron en Corea del Sur durante la presidencia de Park Chung Hee para restringir el número de películas extranjeras en los cines. Estas cuotas fueron pensadas para evitar la competencia entre las películas nacionales y extranjeras, estas últimas las más taquilleras. No obstante, en 1986, la Asociación Cinematográfica de Estados Unidos (MPAA) presentó una queja al Senado de Estados Unidos con respecto a las regulaciones impuestas por el gobierno de Corea del Sur en aquel entonces, siendo este último obligado a levantar las restricciones. En 1988, Twentieth Century Fox se convirtió en el primer estudio de cine estadounidense que establece una oficina de distribución en Corea del Sur, seguido por Warner Bros. (1989), Columbia Pictures (1990) y Walt Disney (1993).
En 1994, la cuota de mercado de las películas de Hollywood en Corea del Sur habían alcanzado una inserción de alrededor del 80 por ciento, y la participación de la industria cinematográfica local cayó a un mínimo de 15,9 por ciento. Ese año, el presidente Kim Young Sam le aconsejó proporcionar apoyo y subsidios a la producción de contenidos, en los medios de comunicación coreanos, como parte de la estrategia de exportación del país. De acuerdo con medios de comunicación surcoreanos, el entonces presidente, instó a tomar nota de cómo los ingresos totales generados por la película Parque Jurásico había logrado la venta de 1,5 millones de automóviles Hyundai; con esto último como una fuente de orgullo nacional, influenciando al gobierno de turno a enfocarse hacia la cultura como industria exportable. En ese momento, el Ministerio de Cultura creó una oficina de industria cultural para desarrollar su sector de medios y se alentó a muchos inversores a expandirse en el cine y los medios de comunicación. De este modo, a finales de 1995 se sentaron las bases para el surgimiento de la ola coreana.

### Surgimiento
En julio de 1997, la crisis financiera asiática condujo a fuertes pérdidas en el sector manufacturero, lo que provocó que muchas empresas tuvieran que recurrir al sector del entretenimiento. De acuerdo con The New York Times, Corea del Sur comenzó a enumerar las restricciones a las importaciones culturales de su antiguo colonizador, Japón en 1998. Con el objetivo de hacer frente a un inminente ataque de películas japonesas, anime, manga y J-pop. El Ministerio de Cultura hizo una solicitud de un aumento sustancial de su presupuesto, lo que permitió la creación de 300 departamentos de industria cultural en colegios y universidades en todo el país.
En febrero de 1999, la primera película local de gran presupuesto, Shiri, fue estrenada y se convirtió en un éxito comercial importante. Recaudó más de 11 millones de dólares estadounidenses, superando en Corea del Sur el éxito de taquilla de Titanic.

### Desarrollo

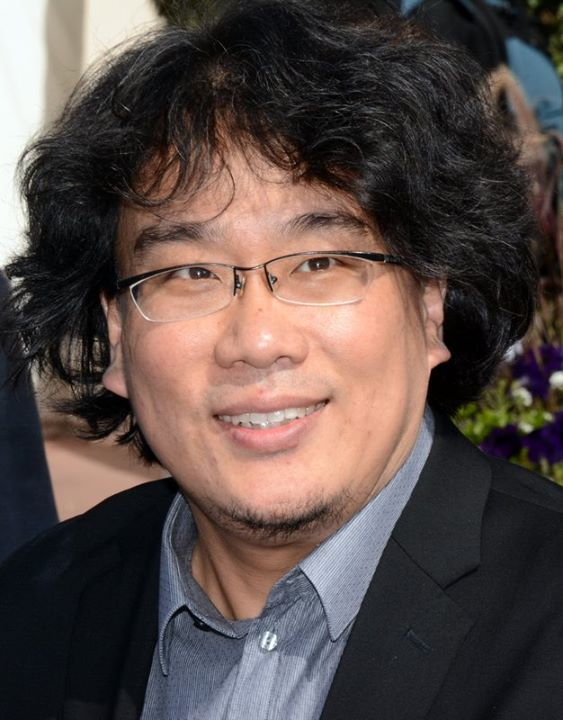
El director Bong Joon-ho, ganador de cuatro premios Oscar por la película Parásitos en 2019

En septiembre de 1996, SM Entertainment, lanzó la banda de chicos H.O.T., quienes se convirtieron en la primera banda de K-pop moderno en obtener divulgación y éxito en el extranjero, con un concierto en Beijing, donde las entradas se agotaron de inmediato. Alrededor de finales de la década de 1990 y 2000, varias series de televisión fueron difundidas en China. El 19 de noviembre de 1999, uno de los periódicos controlados por el estado de China, el Diario de la Juventud de Beijing (北京青年报), publicó un artículo que reconoce los «celos del público chino por las series de televisión y canciones de pop surcoreanas».  A medida que el volumen de las importaciones culturales aumentó rápidamente, la Administración Estatal de Radio, Cine y Televisión China respondido al éxito, tomando la decisión de restringir y limitar el número de series de televisión coreanas que pudiesen ser vistas por las audiencias chinas.
Sin embargo, varios otros países de Asia Oriental también estaban experimentando un crecimiento en la popularidad de los dramas y canciones pop coreanas. En 2000, el estado de Manipur en India, donde las películas de Bollywood fueron prohibidas por los separatistas, por ende los consumidores fijaron gradualmente su atención en el entretenimiento coreano. De acuerdo con la Agence France-Presse (AFP), reporto una alta popularidad de la cultura coreana en escuelas y los mercados callejeros de Manipur, debido a que muchos dramas coreanos y películas se introdujeron de contrabando en Manipur desde Myanmar, en formato de CD y DVD. En 2002, el álbum de BoA Listen to My Heart, se convirtió en el primer disco de origen coreano en vender un millón de copias en Japón.
Al mismo tiempo que el Hallyu estaba experimentando un éxito temprano, hubo un crecimiento igualmente notable en las importaciones culturales de Taiwán, considerado también uno de los cuatro tigres asiáticos. En 2001, el drama taiwanés Meteor Garden, una adaptación del manga japonés Boys Over Flowers, fue muy popular en el continente y se convirtió en la serie dramática más vista en la historia de la televisión en Filipinas, consiguiendo más de 10 millones de espectadores diarios solo en Manila y catapultado a los protagonistas masculinos de la banda de chicos taiwaneses F4 a la fama, incluyendo una secuela y adaptaciones posteriores de otros países, incluyendo la surcoreana Boys Over Flowers por KBS 2TV en 2009. El 8 de junio de 2001, el cuarto álbum de estudio de Shinhwa Hey, Come On!, fue lanzado con éxito a lo largo de Asia, lo que hizo que el grupo se hiciera muy popular en China y Taiwán.
Entre 2001 y 2002, Sudamérica comenzó a absorber todo lo que llegaba desde corea y la serie Un deseo en las estrellas original de 1997, comenzó a ser emitida con éxito en Chile, Perú y otros países de la zona, pero en el Perú fue donde más tuvo repercusiones, incluso se fundó un club de fanáticos del actor Ahn Jae Wook. En 2002, Sonata de invierno, producida por KBS 2TV, se convirtió en la primera serie de la región en igualar el éxito de Meteor Garden, atrayendo a un seguimiento de culto en Asia. Las ventas de mercadotecnia, incluyendo equipos de DVD y novelas, superaron los 3,5 millones de dólares en Japón. En 2004, el entonces primer ministro japonés, Junichiro Koizumi, señaló que el protagonista masculino de la serie era «más popular que yo en Japón». Otros dramas coreanos lanzados en años posteriores como Una joya en el palacio (2003) y Full House (2004) tuvieron niveles comparables de éxito.
Desde 2002, las tendencias de programación en la televisión asiática, empezaron a sufrir cambios, las series surcoreanas y taiwanesas comenzaron a llenar cada vez más horas de espacios anteriormente reservadas para películas americanas. El gran avance para el K-pop llegó con el debut de TVXQ (2003), SS501 (2005), Super Junior (2005), y otros artistas aclamados que según un reportero de BBC los describió como «renombrados en gran parte de Asia». En el año 2003, el grupo de chicas Baby VOX lanzó una canción en chino, titulado como I'm Still Loving You y encabezó varias listas musicales en China, generando un enorme grupo de fanáticos. Tanto I'm Still Loving You y su posterior sencillo en coreano What Should I Do llegó a obtener popularidad en Tailandia. Mientras tanto, la popularidad de la televisión coreana siguió extendiéndose por todo el continente. Reportes sobre las mujeres asiáticas que viajaban a Corea del Sur para encontrar a un hombre guapo, con un romance inspirado en dramas coreanos, comenzaron a aparecer en los medios de comunicación, incluso en el Washington Post.
En Nepal, Bután y Sri Lanka, los dramas coreanos comenzaron a tomar cada vez más tiempo en el aire en los canales de televisión en estos países con Sonata de invierno y Full House comenzaron a encender el interés por la cultura popular coreana en estos países. La moda coreana y los peinados se convirtieron en moda entre los jóvenes en Nepal y dieron lugar a un auge en los cursos de idioma coreano en el país, persistiendo varios años después. La cocina coreana experimentó una oleada de popularidad en Nepal con la abertura cada vez más de restaurantes coreanos en el país durante principios y mediados de los años 2000. Del mismo modo, la cocina coreana también se hizo popular en Sri Lanka y Bután con la apertura de restaurantes para satisfacer la demanda en estos países. A finales de la década de 2000, muchos músicos taiwaneses habían sido reemplazados por sus equivalentes de K-pop, y aunque un pequeño número de grupos tales como F4 y Fahrenheit siguieron manteniendo bases de fanáticos en Asia, el público joven era más receptivo a las nuevas bandas de K-pop tales como Big Bang y Super Junior.

### Propagación
En Estados Unidos, la cultura coreana y el K-pop se expandió por los coreano-estadounidenses, organizados en comunidades de inmigrantes como en Los Ángeles y Nueva York, mientras en Chile también sucedió de la misma forma, por la comunidad coreana residente en la Región Metropolitana de Santiago. Sin embargo, inicialmente existió poca respuesta por parte de los productores de música norteamericanos, de acuerdo con el jefe de operaciones de Mnet, el intento de sus empleados para enviar más de 300 vídeos de K-pop a productores estadounidenses y sellos discográficos fue recibida con una respuesta tibia. Del mismo modo, se trató de hacer un debut en Estados Unidos de artistas como BoA y Se7en, no consiguiendo éxito. Ellos fueron calificados por un reportero de CNN como «un completo fracaso».
A pesar de esto, el K-pop en sí y la televisión coreana, con programas como Jumong siendo particularmente bien recibidos por el público del mundo musulmán, han visto aumentar su popularidad en América y en otros lugares, con una base de fanáticos dedicados y creciente a nivel mundial sobre todo después del lanzamiento del vídeo musical de PSY Gangnam Style, que se volvió viral entre 2012-2013, convirtiéndose en el primer vídeo de YouTube, en llegar a más de mil millones de visitas. La plataforma de YouTube fue vital en la creciente popularidad internacional del K-pop, llegando a una audiencia global.
En 2012, la ola coreana fue mencionada oficialmente, tanto por el presidente estadounidense Barack Obama en la Universidad de Hankuk de Estudios Extranjeros, el 26 de marzo y el secretario general de la ONU, Ban Ki-moon, en la Asamblea Nacional de Corea del Sur durante el 30 octubre de ese año. En febrero de 2013, la entonces vicepresidente de Perú, Marisol Espinoza fue entrevistada por la agencia Yonhap, donde declaró la bienvenida a la ola coreana a Perú.

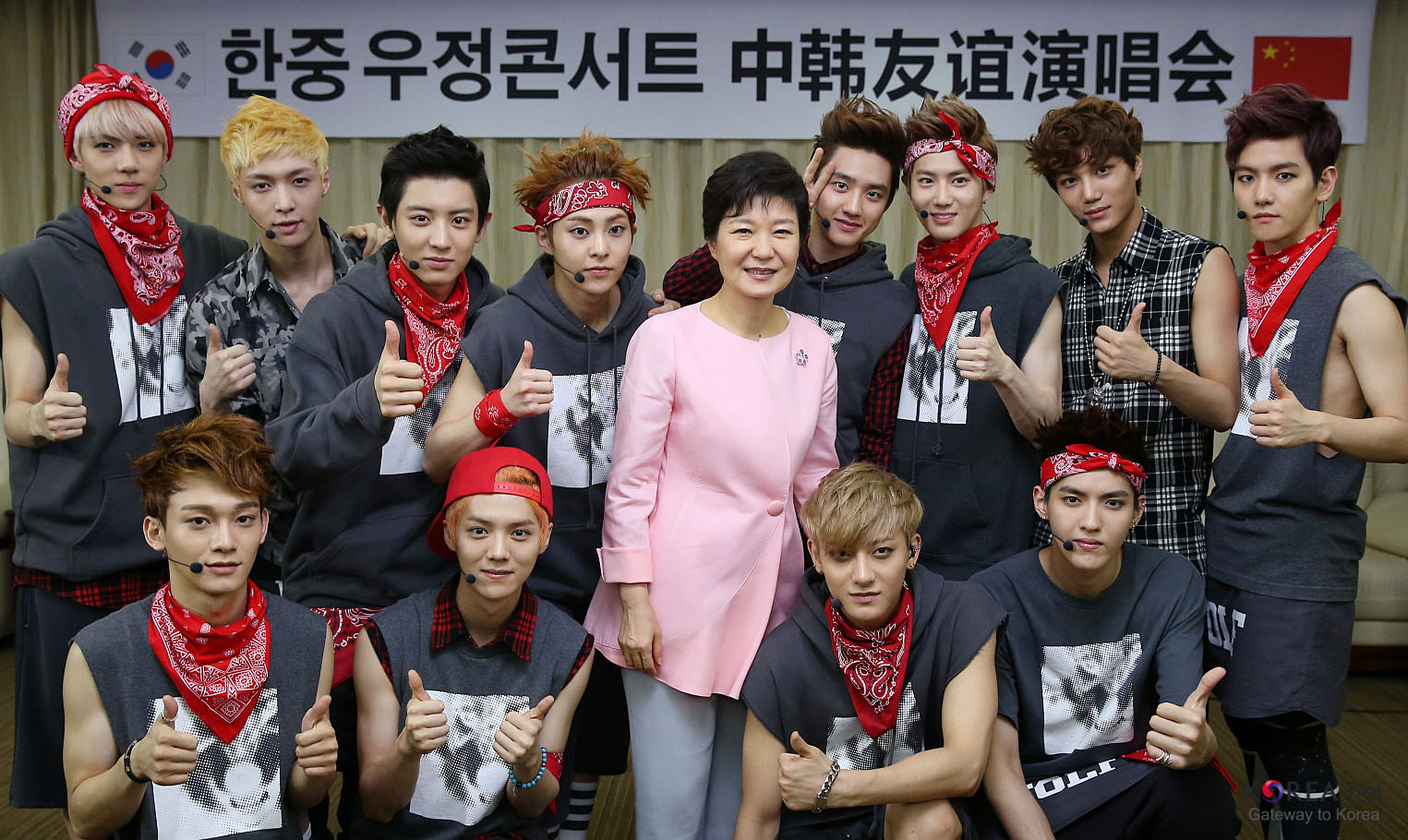
La entonces presidenta Park Geun Hye junto a la banda EXO en junio de 2013.

El 25 de febrero de 2013, la recién elegida presidenta de Corea del Sur, Park Geun-hye, dio su discurso de inauguración, donde se comprometió a construir una nación que sea más feliz a través de la cultura y para fomentar un nuevo renacimiento cultural que vaya más allá de la etnicidad y superar ideologías, debido a su capacidad de compartir la felicidad. De acuerdo con The Korea Times, una de las principales prioridades de la presidenta Park como presidenta, será la de asignar al menos el 2 por ciento del presupuesto nacional para desarrollar la cultura surcoreana, la industria y para buscar más intercambios culturales con el norte.
Corea del Sur experimento un crecimiento considerable en el sector del turismo, dando la bienvenida a más de 12 millones de visitantes en 2013, con 6 millones de turistas provenientes solamente de China. Sin embargo, ese mismo año, un estudio hecho a 3.600 encuestados de todo el mundo, encontró que más del 66% de los encuestados cree que la popularidad de la cultura coreana podría desaparecer en los próximos cuatro años, no obstante, tres años después de ese sondeo en 2016, la serie Descendientes del sol, alcanzó más de dos mil millones de espectadores por internet, cifra considerada extremadamente alta, especialmente en occidente donde comúnmente las producciones televisivas más exitosas, no alcanzan ni la sexta parte de esa cantidad.
El 20 de mayo de 2016, la Casa Azul, el palacio de gobierno surcoreano informó el inicio de la construcción de un parque temático basado en la cultura hallyu, que espera atraer cinco millones de visitas anuales.
La caída de ventas de productos relacionados con la ola coreana y el turismo en Corea del Sur en 2017, se incrementó luego de que China congelara las relaciones comerciales entre ambos países debido al THAAD, un sistema antimisiles instalado por el gobierno surcoreano, provocando que artistas locales no tengan permisos para promocionar o realizar conciertos en China, algunos productos cosméticos y alimenticios fueron vetados y la cantidad de vuelos fueron restringidos. Esto provocó perdidas millonarias para varias empresas locales, además, una serie de protestas en contra de las políticas de Corea del Sur fueron llevadas a cabo afuera de varias tiendas de propiedad surcoreana que fueron cerradas por el gobierno chino por «motivos de seguridad».
 No obstante, durante ese mismo año hubo varios logros y la banda BTS ganó el premio Top Social Artist en los Billboard Music Award en la ceremonia llevada a cabo en Las Vegas, Estados Unidos.

## Críticas
Pese al buen recibimiento en gran parte del mundo, la ola coreana también ha sido recibida con holgura y sentimientos anti-coreanos en países como China, Japón y Rusia. Existiendo actitudes negativas hacia la cultura coreana, pudiendo tener raíces en el nacionalismo o conflictos históricos. En China, el productor Zhang Li Kuo describió la Ola Coreana como una «invasión cultural» y aconsejó a los chinos que rechazaran las exportaciones coreanas.
En Japón, un cómic anti-coreano, el manga Kenkanryu (Odiar la ola coreana) se publicó el 26 de julio de 2005, y se convirtió en un éxito de ventas número uno en el sitio web Amazon de Japón. El 8 de agosto de 2011, el actor japonés Sousuke Takaoka mostró abiertamente su disgusto por la Ola Coreana en Twitter, lo que provocó un movimiento de Internet para boicotear los programas coreanos en la televisión japonesa.
El sentimiento anti-coreano también surgió cuando Kim Tae Hee, una actriz coreana, fue seleccionada para aparecer en una serie japonesa en 2011. Anteriormente ella había sido una activista en la disputa de las rocas de Liancourt, por el movimiento de Dokdo en Corea, por ello algunos japoneses se enfurecieron porque iba a estar en un programa de televisión japonés. Hubo una protesta en contra de Kim Tae Hee en Japón, que más tarde se convirtió en una protesta contra la ola coreana. De acuerdo con The Korea Times en un artículo publicado en febrero de 2014, «Los expertos y observadores en Corea y Japón dicen que mientras que la asistencia a las reuniones es aún pequeña y tales acciones extremas están lejos de entrar en la corriente principal de la política japonesa, las manifestaciones hostiles han crecido en tamaño y frecuencia en los últimos meses».
La industria del entretenimiento coreano también ha sido criticado por sus métodos y vínculos con la corrupción, según informó Al Jazeera en febrero de 2012, aunque sin datos concretos. En Occidente, algunos comentaristas notaron similitudes entre el apoyo del Ministerio de Cultura surcoreano a la ola Coreana y la participación cultural de la CIA en la guerra fría, con la antigua Unión Soviética. De acuerdo con la revista británica The Quietus, se sospecha que el Hallyu como una empresa patrocinada por el gobierno de Corea del Sur para fortalecer su influencia política. Asimismo, medios como South China Morning Post promueven la posibilidad de que la ola coreana es algo de lo cual «no es una exportación cultural de la que puedan estar orgullosos», esto tras los escándalos que han afectado a la industria, que incluyen jornadas de trabajo esclavizantes y hasta suicidios de celebridades surcoreanas.